# Petrus Josephus Zoetmulder
Petrus Josephus Zoetmulder (ur. 29 stycznia 1906 w Utrechcie, zm. 8 lipca 1995 w Yogyakarcie) – holenderski misjonarz i filolog, specjalista od języka jawajskiego.
W 1974 roku wydał publikację poświęconą literaturze starojawajskiej. Napisał także słownik starojawajsko-angielski.
Był członkiem Królewskiej Holenderskiej Akademii Sztuk i Nauk.

## Wybrane dzieła
- 1974: Kalangwan: a survey of Old Javanese literature, The Hague: Martinus Nijhoff. ISBN 90-247-1674-8
- 1982: Old Javanese-English Dictionary, The Hague: Martinus Nijhoff.